# Frühlings-Greiskraut
Das Frühlings-Greiskraut oder Frühlings-Kreuzkraut (Senecio leucanthemifolius subsp. vernalis, Syn.: Senecio vernalis) ist ein Vertreter der Gattung der Greiskräuter (Senecio) und gehört der Familie der Korbblütler an.

## Beschreibung

### Vegetative Merkmale
Das Frühlings-Greiskraut erreicht eine Wuchshöhe von 7 bis 50 Zentimetern. Auf nährstoffreichen Böden kann es selten sogar bis 80 cm groß werden. Es blüht von Mai bis Oktober. Die Stängel sind aufrecht, oben ästig, spinnwebig-wollig und später verkahlend. Die Laubblätter sind beiderseits dicht spinnwebig-wollig, verlieren diese Behaarung jedoch oft während des Alterns. Die untersten Blätter sind gestielt, keilig-länglich, ungeteilt oder gelappt.
Die Blattspreite der mittleren Blätter ist fiederspaltig, die Einzelabschnitte sind eiförmig, kraus und grob gezähnt. Sie sind sitzend, schwach geöhrt mit stängelumfassendem Grund. Die Blattspindel ist breit und gezähnt.

### Generative Merkmale
Die Blütenköpfe sind 2 bis 3 Zentimeter breit und stehen in mäßig reichköpfiger, lockerer Doldenrispe. Die Blütenkopfstiele sind reich mit linealen Schuppen besetzt. Die 6 bis 12 äußeren Blütenhüllblätter besitzen eine kahle Spitze und sind fast bis zur Spitze schwarz gefärbt. Im Blütenköpfchen gibt es insgesamt 21 Hüllblätter, also auch meist 9 bis 15 innere Hüllblätter. Die Blütenköpfchen sind glockenartig geneigt. Meist gibt es 13 Zungenblüten. Die Zungenblüten sind hellgelb bis goldgelb gefärbt, etwa 10 Millimeter lang und 2 Millimeter breit. Der Pappus ist fast so lang wie die Scheibenblüten. Die Früchte sind stielförmig, 3 Millimeter lang, längs gerieft und angedrückt behaart. Die Blütezeit ist April bis Mai, kann aber auch bis zum November reichen.
Die Chromosomenzahl beträgt 2n = 20.

## Vorkommen
Das ursprüngliche Verbreitungsgebiet des Frühlings-Greiskrauts umfasst die Balkanhalbinsel mit Bulgarien und Rumänien, die Ukraine, Moldawien, Belarus, Ungarn, Ägypten, Westasien mit Turkmenistan, die Türkei, Syrien, Libanon, Israel, Jordanien, Irak, Iran und Zypern. In Großbritannien ist die Art ein Neophyt. Es ist in Deutschland vom Tiefland bis in kolline Bereiche zu finden. In Österreich kommt es in fast allen Bundesländern bis auf Vorarlberg und Oberösterreich häufig vor. Vermutlich ist es um 1850 aus Osteuropa eingewandert. Deshalb gilt es in Mitteleuropa als Neophyt. Es hat sich wohl zunächst entlang von Bahngleisen verbreitet. Deshalb gibt es noch heute einige Vorkommen entlang von Bahnschienen und an Bahnhöfen. In Deutschland erfolgte die Einwanderung von Osten nach Westen in der zweiten Hälfte des 19. Jahrhunderts. Nach zunächst manchmal massenhaftem Auftreten etwa auf Äckern ist die Art in den Jahrzehnten danach manchmal auch wieder seltener geworden.
Das Frühlings-Greiskraut wächst bevorzugt an halbtrockenen Ruderalstellen, auf relativ nährstoffreichen Rasen, auf Brachen und lehmigen Äckern. Es gedeiht auf sommerwarmen, mäßig trockenen, nährstoffreichen, meist kalkarmen, wenig humosen lockeren Lehm- oder Sandböden. Es ist eine Charakterart der Klasse Chenopodietea, kommt aber auch in Gesellschaften des Verbands Aperion spicae-venti vor.
In Asien kommt es aber höher vor, zum Beispiel am Ararat in der Türkei bis etwa 2800 Meter Meereshöhe.
Die ökologischen Zeigerwerte nach Landolt et al. 2010 sind in der Schweiz: Feuchtezahl F = 2 (mäßig trocken), Lichtzahl L = 4 (hell), Reaktionszahl R = 3 (schwach sauer bis neutral), Temperaturzahl T = 4 (kollin), Nährstoffzahl N = 4 (nährstoffreich), Kontinentalitätszahl K = 5 (kontinental), Salztoleranz = 1 (tolerant).

## Systematik
Das Frühlings-Greiskraut ist eine Unterart von Senecio leucanthemifolius. Aus ihr soll sich nach den Untersuchungen von Joachim W. Kadereit 1984–1985 durch Chromosomenverdopplung das Gewöhnliche Greiskraut (Senecio vulgaris) entwickelt haben.

## Ökologie
Die Bestäubung der Blüten erfolgt durch Insekten, die Ausbreitung der Samen erfolgt durch den Wind.
Das Frühlings-Greiskraut wird vom Rostpilz Puccinia lagenophorae befallen.

## Giftigkeit
Das Frühlings-Greiskraut ist nicht nur für Kühe und Pferde giftig. Es enthält Pyrrolizidinalkaloide, die die Leber schädigen und Krebs auslösen können. Vergiftungserscheinungen treten jedoch häufig erst nach Wochen auf und können sogar durch Kuhmilch und Bienenprodukte erfolgen.

## Bilder

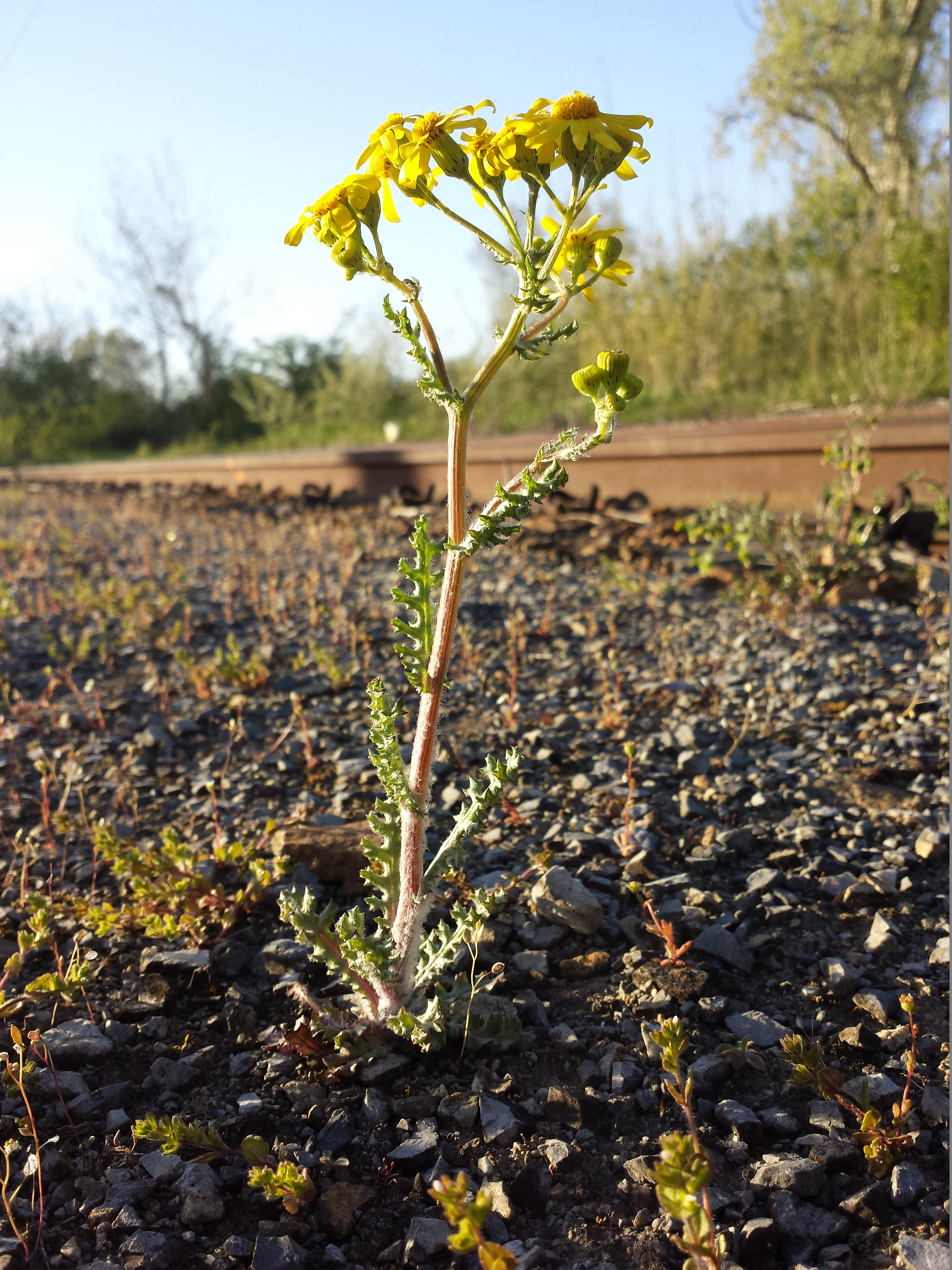
Habitus
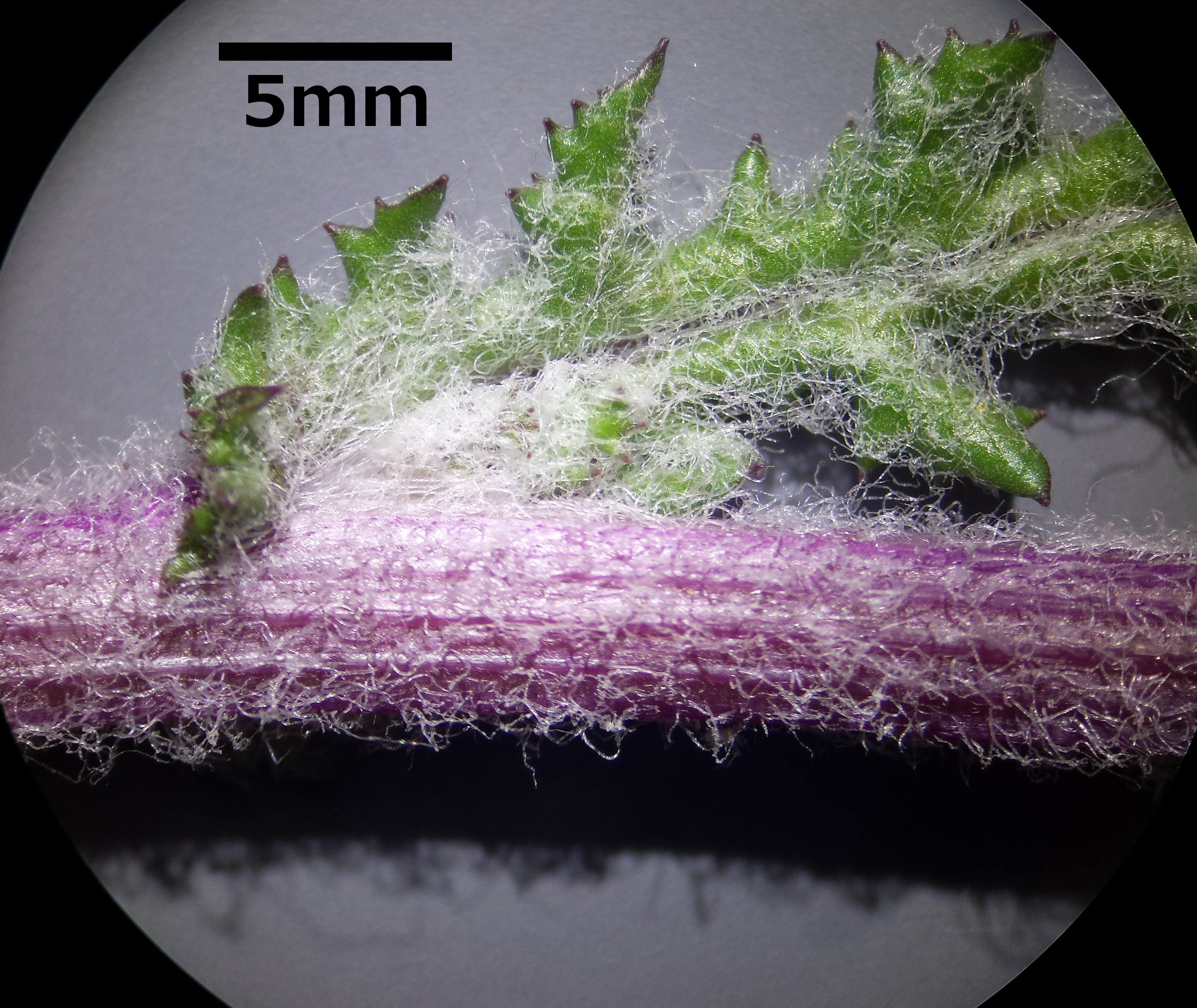
Zottig-wolliger Stängel mit geöhrt sitzendem Laubblatt
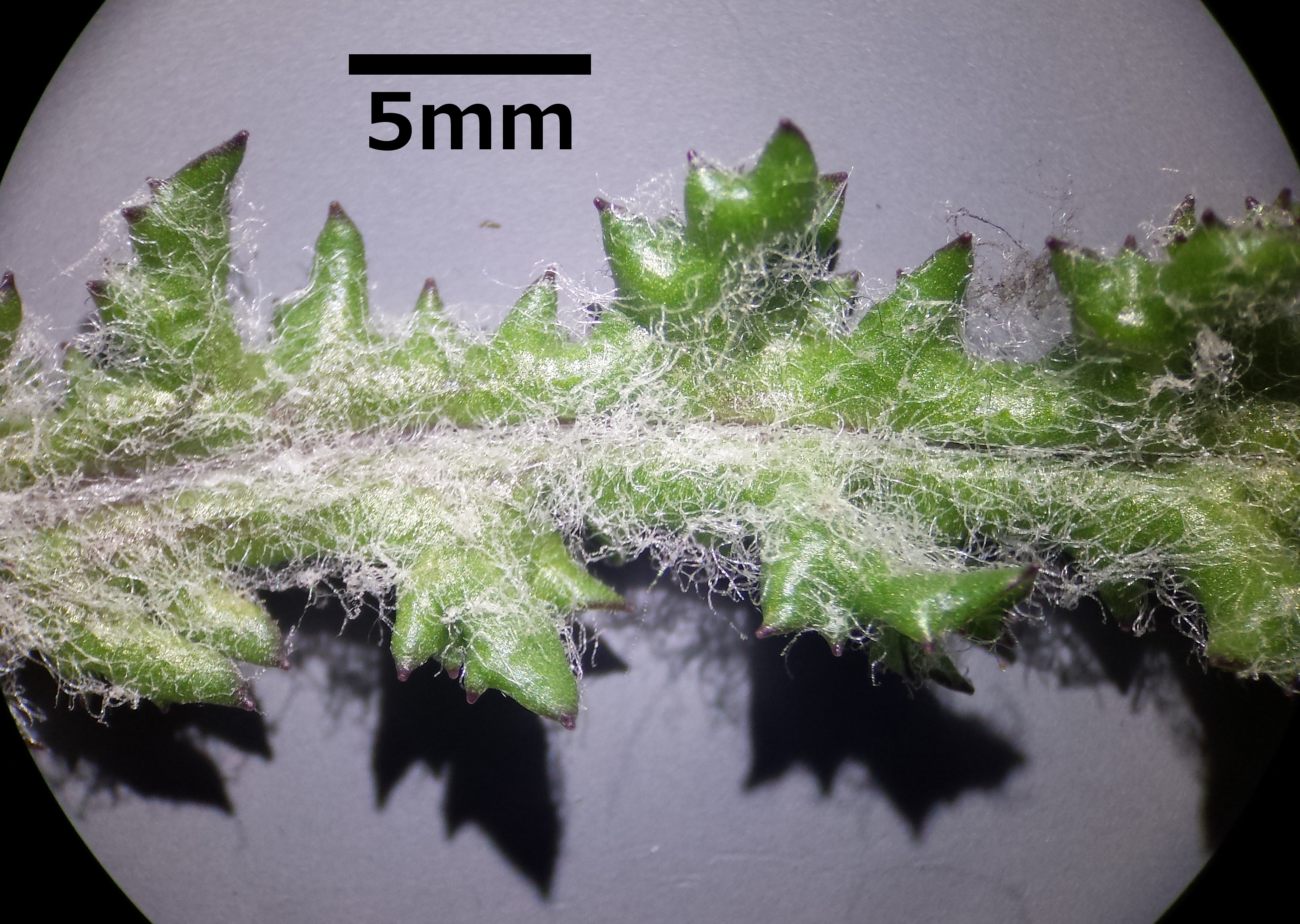
Gewellte Spreitenoberseite mit gezähntem Rand
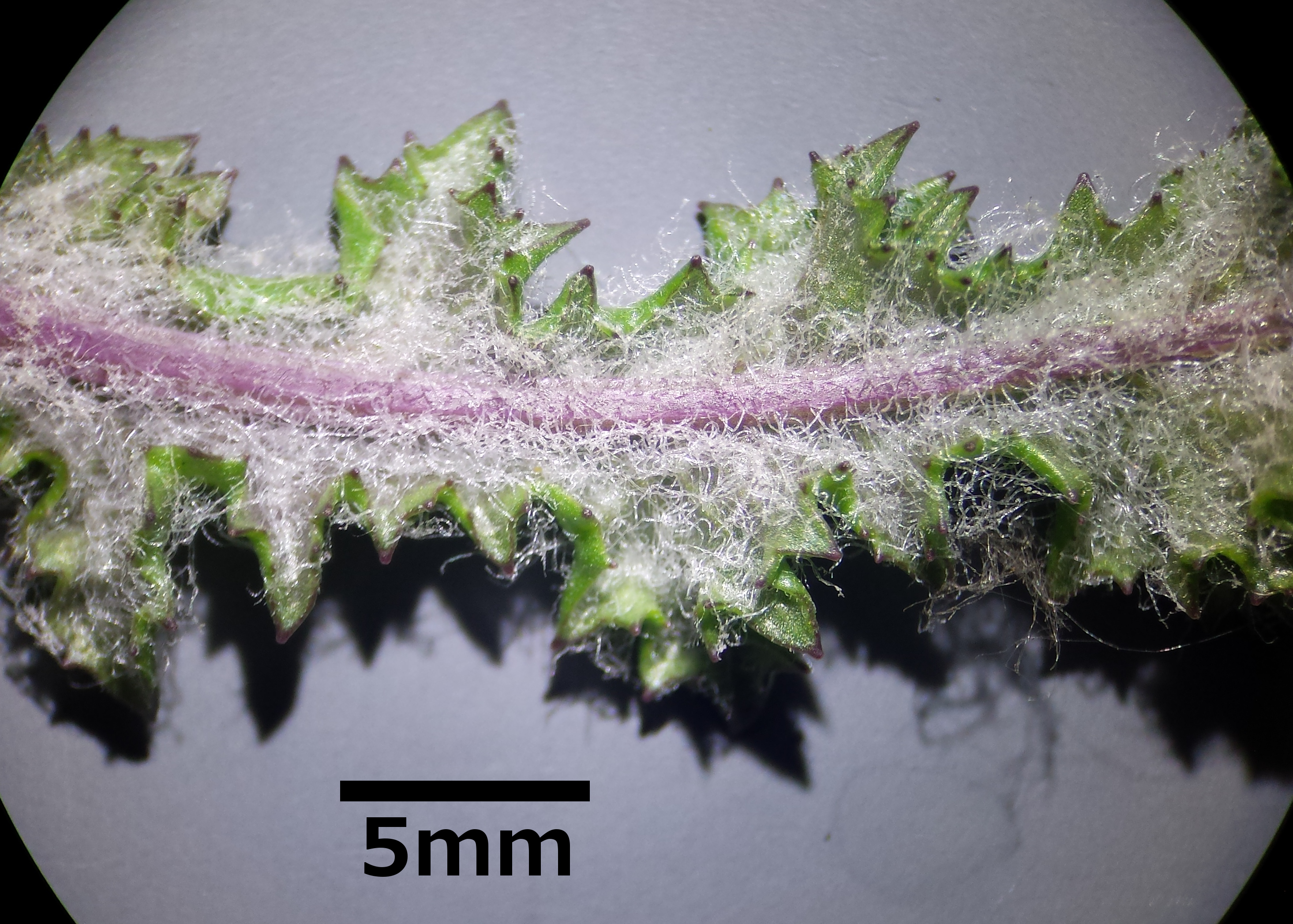
Spreitenunterseite
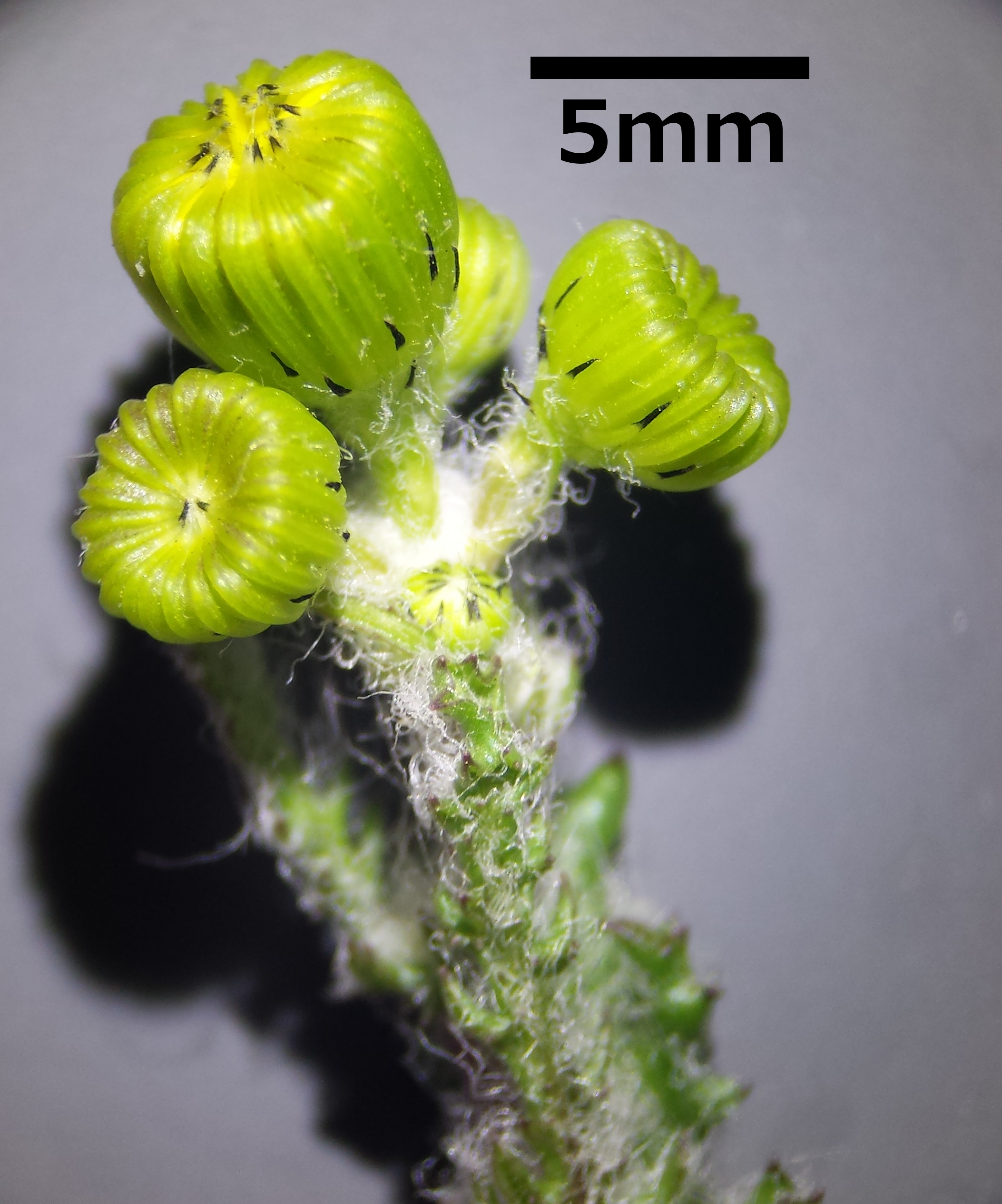
Ungeöffnete Körbe mit 21 Hüllblättern

## Weiterführende Literatur
- Reiner Harms: Eigenschaften rekombinanter sym-Homospermidinsynthase und Desoxyhypusinsynthase aus Senecio vernalis. Dissertation Univ. Braunschweig (PDF-Datei).